# 当確への布石
『当確への布石』（とうかくへのふせき）は、高山聖史による日本のミステリー小説、選挙小説。
第5回『このミステリーがすごい!』大賞の優秀賞受賞作。増田俊也の『シャトゥーン ヒグマの森』との優秀賞ダブル受賞となった。

## ストーリー
とある衆議院議員のセクハラ事件が起き、その議員が辞任に追い込まれて、補欠選挙が行われることになった。その選挙に出馬することになったのは女性の大学准教授。その選挙活動の中で、彼女の周りに妙なことが起こり始める。